# Jozinei João Machado Rodriguez
Jozinei João Machado Rodriguez (sinh ngày 14 tháng 6 năm 1991 ở Cuiabá), thường gọi Nei, là một cầu thủ bóng đá người Brasil.

## Sự nghiệp
Nei từng thi đấu cho Danubio F.C. ở Uruguay, và có một khoảng thời gian ngắn cùng với Esporte Clube Noroeste năm 2014.